# Richard Euringer

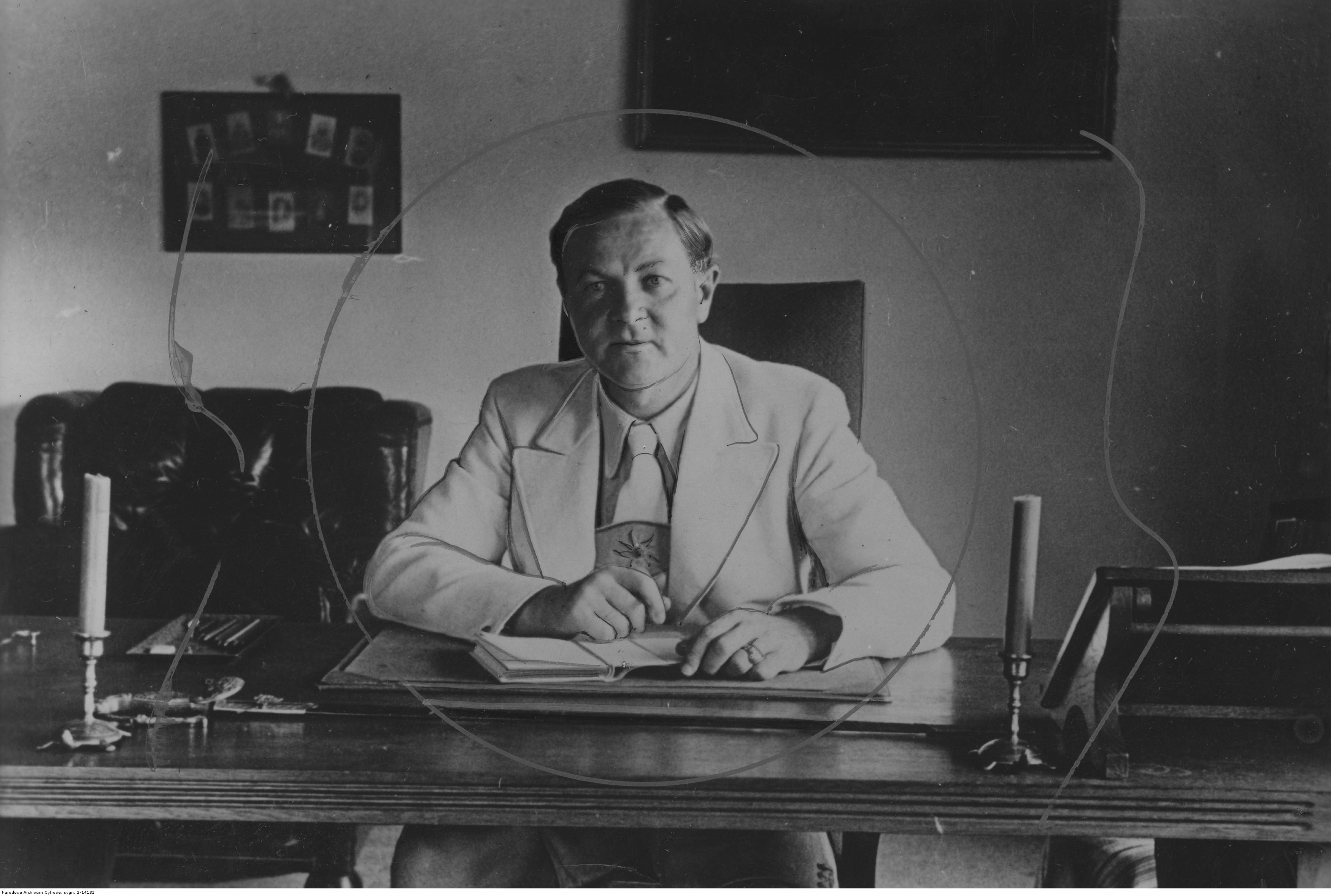
Richard Euringer hinter seinem Schreibtisch, 1941.

Richard Euringer (* 4. April 1891 in Augsburg; † 29. August 1953 in Essen) war ein deutscher Schriftsteller, der sich dem Nationalsozialismus anschloss. Er schrieb ab 1950 auch unter dem Pseudonym Florian Ammer.

## Leben
Nach dem Besuch der Benediktinerabtei St. Stephan in Augsburg und dem Abitur wurde Euringer Offiziersanwärter in der Bayerischen Armee. Im Ersten Weltkrieg meldete er sich zur Fliegertruppe und wurde an der Westfront und mit dem Asien-Korps in Kleinasien sowie auf dem Sinai eingesetzt. 1917 wurde er zum Leiter der Fliegerschule 4 auf dem Lechfeld bei Augsburg ernannt.
Das Ende des Krieges und die Novemberrevolution beschrieb er 1933 aus einer elitären Perspektive als Reduzierung der deutschen Bevölkerung auf eine amorphe „Masse“ und „Menschenbrei“, dem er die „ewigen Krieger des Großen Krieges“ gegenüberstellte, zu denen er sich zählte. Er leugnete die militärische Niederlage als „die infamste Lüge“ und vertrat die „Dolchstoßlegende“. Er sei nun Dichter geworden, da er nicht mehr Soldat habe sein können.
Nach dem Krieg begann er ein Studium der Kunstgeschichte und Volkswirtschaft in München, verlor aber aufgrund der Inflation sein Vermögen und musste daher das Studium abbrechen. Anschließend schlug sich Euringer in mehreren Berufen durch, unter anderem als Arbeiter in einem Sägewerk und als Banklehrling. Seit Mitte der 1920er Jahre lebte er im westfälischen Stadtlohn, dem Geburtsort seiner Frau. Euringer schloss sich früh der NS-Bewegung an. Er war Mitbegründer des rechten, wenngleich parteimäßig nicht gebundenen „Nationalverbands deutscher Schriftsteller“ und seit 1931 dessen „Führer“. Er schrieb seit 1931 als kulturpolitischer Mitarbeiter für den Völkischen Beobachter, für die Essener National-Zeitung und zahlreiche andere NS-Blätter. 1932/33 begann er eine Mitarbeit an Wilhelm Stapels Zeitschrift Deutsches Volkstum. Förmlich trat er der NSDAP erst zum 1. März 1933 bei (Mitgliedsnummer 1.536.074). Er unterstützte die NSDAP auch in den Wahlkämpfen spätestens am Ende der Weimarer Republik. Zur Machtübergabe an die NSDAP und ihre deutschnationalen Bündnispartner hielt er im April 1933 in Stadtlohn in der Schützenhalle einen programmatischen Vortrag. Er hatte den Titel „Das ist er: der Führer“. 1934 urteilt das Parteiblatt der Essener NSDAP, Euringer sei „nicht Dichter, nicht Schriftsteller, ... auch nicht ‚Herr‘ Euringer, er ist seinem Wesen nach so sehr Nationalsozialist, daß auch das Pg vor seinem Namen überflüssig ist“.
Euringers erste Schritte in der Rolle des Schriftstellers misslangen. Sein Stück Der neue Midas (1920) „wurde verlacht“. Lion Feuchtwanger lobte die Disziplin des Publikums, weil es nicht mit Stinkbomben auf die „ungewollte und ungekonnte deutschvölkische Faust-Parodie“ reagiert habe. Ein Genre-Wechsel vom Dramatiker zum Erzähler blieb ebenfalls lange ohne positive Resonanz. Erst 1929 kam es mit der Erlebnisschrift Fliegerschule 4. Buch der Mannschaft zu einem „Achtungserfolg“ in gleichgestimmten „nationalen Kreisen“. Es hieß von dieser Seite, das Buch sei ein „Protest soldatischer Zucht gegen Zersetzung und Pazifismus“. An diesen Erfolg konnte er 1930 mit dem Roman Die Arbeitslosen anknüpfen, geschrieben als „Abrechnung mit dem 'Sumpf' der Weimarer Republik“ und aus dem „Haß auf den demokratischen Staat“ (Hillesheim). Die Schrift wurde sowohl von Nationalsozialisten gelobt wie auch von dem katholischen Publizisten und Jesuiten Friedrich Muckermann und dem Schriftsteller Josef Winckler. Muckermann, später NS-Gegner, sah allerdings noch 1932 einen „guten Kern“ des Nationalsozialismus, der fortzuentwickeln sei. Winckler gehörte zu jenen Verfassern, die – anders als die verfemten Heinrich und Thomas Mann oder Bertolt Brecht – nach 1933 in den nationalsozialistisch autorisierten deutschen Literaturkanon aufgenommen wurden. Die sozialdemokratische Rezensionszeitschrift Die Bücherwarte sah 1931 dagegen in der Lektüre angesichts einer „unerträglichen Gemengelage“ von Ideologie und Selbstberauschung „eine Tortur“. Nach 1933 wurde das Buch mehrfach neu aufgelegt.
Nach der Machtübergabe entstanden Euringers Hauptwerke. 1933 erschien sein Thingspiel Deutsche Passion, das von Goebbels mit dem erstmals verliehenen Nationalpreis ausgezeichnet wurde. Es „vereint als politisches Propagandastück in sich beinahe alle Topoi nationalsozialistischer Dichtung“. Hitler wird darin als Messias des deutschen Volkes verherrlicht, der die angeblich dekadente Welt der Weimarer Republik moralisch reinigt. In demselben Jahr wurde der „bis dahin fast erfolglose Dichter“ ohne eine entsprechende berufliche Qualifikation „als Dank für seine damals schon Jahre währende treue Anhängerschaft“ zu seiner Partei zum Direktor der Städtischen Büchereien in Essen ernannt. Hier sorgte er für die Aussonderung von 11.000 Bänden, die nicht der NS-Ideologie entsprachen und von denen ein Teil öffentlich verbrannt wurde. Euringer feuerte die Verbrennung an mit den Worten: „Dieses Geschreibsel wird heute in Flammen aufgehen. Das ist schön, symbolisch, bildhaft.“ Im Oktober 1933 gehörte er zu den 88 deutschen Schriftstellern, die das Gelöbnis treuester Gefolgschaft für Adolf Hitler unterschrieben hatten. 1934 wurde er Mitglied im Verwaltungsbeirat der Reichsschrifttums- und der Reichsrundfunkkammer. 1935 wurde er zum Reichskultursenator ernannt. Seit 1936 arbeitete er als freier Schriftsteller.
Im Zweiten Weltkrieg fand Euringer Verwendung als Major im Jagdgeschwader Richthofen und als Generalstabsoffizier in einer kriegsgeschichtlichen Abteilung. Die so zustande gekommenen Aufzeichnungen erschienen 1941 in Leipzig unter dem Titel Als Flieger in zwei Kriegen. Nach dem Ende des Nationalsozialismus wurde er von der US-Militärregierung als NS-belastet festgenommen und interniert, worüber er in seinem Buch Die Sargbreite Leben (Hamm 1952) schrieb. Es handelte sich dabei um eine Anklage gegen die US-Militärregierung und um eine Rechtfertigungsschrift, in der er nicht nur seine, sondern auch die Handlungsweise seines „Führers“ legitimierte: „Hitler wollte den Millionen Arbeitslosen Arbeit, den Millionen Obdachlosen eine anständige Wohnung schaffen. Er wollte das Reich aus der Versailler Knechtschaft befreien. Durch Volksfleiß, durch Leistungen, Arbeit, Verhandlungen, Olympiaden, Bluff. Er hoffte auf die Vernunft der Völker. Er streckte eindeutig England die Hand hin...“ Sein Biograf Klaus Wisotzky kommt zu dem Schluss, es handle sich um „ein unsägliches Buch voller Selbstmitleid“. Dem „andauernden Gejammere über die Haftbedingungen“ seien jene Erfahrungen gegenüberzustellen, „die sowjetische Kriegsgefangene in Deutschland“ machten. Insofern seien Euringers Haftbedingungen „als einigermaßen erträglich zu bezeichnen“.
Im Entnazifizierungsverfahren wurde Euringer in die Kategorie IV (ohne politische, räumliche und finanzielle Beschränkungen) der sogenannten Mitläufer eingestuft. Der Essener Ausschuss kam auf der Basis von Euringers Selbstaussagen und von ihm vorgelegter Entlastungserklärungen („Persilscheine“) zu dem wohlwollenden Fazit, Euringer sei zwar überzeugter Nationalsozialist gewesen und habe sich für den Nationalsozialismus eingesetzt, „jedoch in menschlicher und loyaler sowie edeldenkender Art.“ Er sei weder Propagandist noch Aktivist noch Militarist gewesen.
In der Sowjetischen Besatzungszone und anschließend in der Deutschen Demokratischen Republik wurden seine Schriften auf die Liste der auszusondernden Literatur gesetzt.
In Bewertung seines Werks kam Jürgen Hillesheim 1995 zu der Feststellung, dass Euringer „einer der fanatischsten und rückhaltlosesten Hitler-Verehrer und somit einer der Hauptverantwortlichen für den Hitler-Kult auf literarischer Ebene“ gewesen sei. Seine Biografie sei „exemplarisch für den vieler NS-Dichter. Nicht nur die Betrachtung seiner Werke zeigt, daß sein literarischer Erfolg fast ausschließlich seinem politischen Engagement zu verdanken war; auch der Vergleich mit einer großen Zahl von nationalsozialistischen Schriftstellern, deren Leben in wesentlichen Punkten und Stationen sehr ähnlich verlief, verdeutlicht, daß es sich bei Euringer eher um eine Zeiterscheinung, einen Typus, handelt, als um eine Künstlerpersönlichkeit, die sich unter anderem durch Individualität und ein schöpferisches Talent auszeichnet.“

## Ehrung
- 1934 Nationaler Buchpreis (auch Stefan-George-Preis genannt)

## Schriften (Auswahl)
- Der neue Midas, 1920
- Tummelpack. Ein ganzes Buch Geschichten, 1920
- Im Graben blühte Löwenzahn, 1920
- Mata, 1920
- Das Kreuz im Kreise, 1921
- Pinkepottel und die Seinen. Einzig beglaubigter Bericht über die internationale Expedition zum Nordpol 1921/22, 1922
- Vagel Bunt, das ist 50 herzhafte Schwänke, 1923
- Gleichnis der Zeit. Besinnliche Geschichten, 1923
- Pan und die Fliege. Kribblige Geschichten, 1923
- Die Arbeitslosen. Roman aus der Gegenwart, Langen Müller, München 1930; neu herausgegeben als Metallarbeiter Vonholt. Der Tag eines Arbeitswilligen. Roman, Deutsche Hausbücherei, Bd. 4, Hamburg 1932
- Der deutsche Görres, 1932
- Fliegerschule 4. Buch der Mannschaft, 1929
- Die Jobsiade. Ein Luder-, Lust- u. Laienspiel nach des unsterblichen Dr. Kortum komischem Heldengedicht für den völkischen Funk erneuert, 1933
- Deutsche Passion 1933. Hörwerk in 6 Sätzen, 1933
- Drei alte deutsche Reichsstädte. Rothenburg, Dinkelsbühl, Nördlingen, 1933
- Schlachtruf der Jugend, 1934
- Ludwigslegende aus hundert Jahren Anarchie, 1935
- Die Fürsten fallen. Roman aus 200 Jahren Anarchie, 1935
- Dietrich Eckart. Leben eines deutschen Dichters 1935
- Fahrten und Fernen. Landschaften, 1936
- Chronik einer deutschen Wandlung. 1925–1935, 1936
- Öhme Örgelkösters Kindheit. Neun Kapitel einer Erzählung, 1936
- Vortrupp „Pascha“. Roman der ersten Expedition deutscher Flieger in die Wüste, 1937
- Der Zug durch die Wüste. Roman der ersten Expedition deutscher Flieger durch die Wüste, 1938
- Reise zu den Demokraten. Ein Graubündner Tagebuch, 1937
- Die letzte Mühle. Westfälische Geschichten, 1939
- Der Serasker. Envers Ende. Irrfahrt und Kampf eines kühnen Türken. Roman, 1942
- Aphorismen, 1943
- (als Florian Ammer): Durch Himmel und Hölle. Die göttlichen Abenteuer des jungen Dante, Herder, Freiburg 1950 & 1951 (2 Bände)
- Die Verliebten. Nur eine Liebesgeschichte, 1951
- (Florian Ammer): Die Nachtwachen des Don Pedro Calderón de la Barca. Ein Vermächtnis, Herder, Freiburg 1952, 2. Aufl. 1954
- Die Sargbreite Leben. Wir sind Internierte, Hamm 1952
- Die Weltreise des Marco Polo, Stuttgart 1953
- Der Soldat und der Friede. Besinnung und Anruf, Bielefeld/Bad Godesberg 1954